# Čovići
Čovići je vesnice v Chorvatsku v Licko-senjské župě. Je součástí opčiny města Otočac, od něhož se nachází asi 6 km jihovýchodně. V roce 2021 zde trvale žilo 476 obyvatel.
Vesnice leží na silnici D50, blízko se nachází tunel Plasina na dálnici A1. Kolem vesnice prochází řeka Gacka.

## Sousední sídla
| Růžice kompasu | Prozor |              |             | Růžice kompasu |
| Růžice kompasu |        | Sever        | Sinac       | Růžice kompasu |
| Růžice kompasu | Čovići |              | Sinac       | Růžice kompasu |
| Růžice kompasu | Jih    |              | Sinac       | Růžice kompasu |
| Růžice kompasu |        | Donji Kosinj | Ličko Lešće | Růžice kompasu |